# 중국어 말하기 시험
중국어 말하기 시험(영어: Test of Spoken Chinese)은 중국어 공인 시험의 하나이다. YBM에서 개발 및 시행하고 있다.